# Erich Walter (Boxer)
Erich Walter (* 15. Mai 1933 in Frankfurt am Main; † 21. Januar 2015 ebenda) war ein deutscher Boxer.

## Leben
Walter wurde 1933 als ältester Sohn von sieben Geschwistern in Frankfurt am Main geboren. 1950 begann er als Jugendlicher mit dem Boxsport. 1954 wurde er als Amateur Deutscher Meister im Halbmittelgewicht. 1957 verlor er als Profi im Kampf um die deutsche Meisterschaft im Mittelgewicht gegen Peter Müller nach Punkten. Erich Walter konnte als Profi 29 Siege (davon 17 durch Knockout) bei insgesamt 50 Kämpfen verbuchen. 1960 unterlag er gegen den dreimaligen Olympiasieger László Papp.
Gerade in den 1960er Jahren war die Stadt Frankfurt am Main Zentrum des deutschen Boxsports. Neben Erich Walter und dessen jüngerem Bruder Erwin, Kurt Ströer, Manfred Schneider, Nic Sührig und dem ersten deutschen Box-Europameister Herbert Schilling war der schillernde Osswald „Ossy“ Büttner Vertreter der Frankfurter Boxszene.
Bei einem Knockout-Sieg 1962 gegen den US-amerikanischen Boxer Lion King kam es zu einem tödlichen Unfall. Walter traf King ungeschützt am Kinn, woraufhin dieser sofort zu Boden ging. Auf dem Weg ins Krankenhaus starb Lion King an einer Gehirnblutung. Der Unfall veränderte Walters Kampfstil; er bestritt danach nur noch neun Kämpfe, von denen er fünf verlor. 1965 beendete er seine boxerische Laufbahn und machte sich in der Baubranche selbständig.
Erich Walter war verheiratet und wurde Vater eines Sohnes. Im Januar 2015 starb er im Alter von 81 Jahren nach kurzer, schwerer Krankheit in einem evangelischen Hospiz in Frankfurt am Main.